# Et Besøg i Barnets Hus
Et Besøg i Barnets Hus er en dansk dokumentarfilm fra 1928. De første 4-5 minutter af filmen er optagelser fra Barnets Hus fra 1923.

## Handling
Baggårdens forsømte børn kan få asyl på Barnets Hus, der er et optagelseshjem på Annexgårdsvej 5 i Rødovre. Hverdagslivet på børnehjemmet skildres, og udvidelsen til de større børn med undervisningslokaler vises frem. Bestyrelsen aflægger besøg og drøfter blandt andet børnehjemmets finansiering - Barnets Mærke sælges på Barnets Dag, den 27 september.